# Coliseo Rubén Rodríguez
El Coliseo Rubén Rodríguez es un recinto deportivo ubicado en la ciudad de Bayamón, Puerto Rico, y es uno de los coliseos deportivos más grandes de este país. Esta estructura cuenta con una capacidad aproximada de 12 000 espectadores. El coliseo se inaugura en el año 1988 y desde entonces ha sido sede de múltiples eventos como el famoso UFC 8 (evento de artes marciales mixtas televisado internacionalmente) además de baloncesto, voleibol, boxeo y otros espectáculos llevados a cabo en este recinto.

## Operaciones actuales
La actual cancha es donde juega de local el equipo profesional de los Vaqueros de Bayamón (baloncesto). También acogen espectáculos tales como Disney on ice cuando se instalan en Puerto Rico. El coliseo también se utiliza para eventos de artes marciales mixtas, boxeo, voleibol y lucha libre.

## Aforo
El aforo en el Coliseo Rubén Rodríguez se distribuye en tres niveles. Los asientos del nivel más bajo son azúles (Palco) y, sucesivamente, amarillos (Preferencia) y anaranjados (Generales). Estos están divididos por cuatro esquinas que rodean la cancha (Norte, Sur, Este y Oeste.)

## Curiosidades
- Al coliseo se le conoce como La Segunda Casa de los Mets de Guaynabo entre algunos fanáticos dado la dominancia de los Metropolitanos sobre los Vaqueros.

- Al coliseo se le pintaron las ventanas de negro para impedir el paso de luz proveniente del exterior, que interrumpía los efectos de luz durante los espectáculos.

- El Coliseo lleva el nombre de Rubén Rodríguez exjugador estelar del equipo local Los Vaqueros de Bayamón durante 23 temporadas.

- Durante la construcción del techo una de las vigas se cayó.